# 谢福惠
谢福惠（1914年—？），男，壮族，广西贵县人，中国林学家，曾任广西农学院教授，第三届全国人大代表，第六届全国政协委员。